# Apolysis ornata
Apolysis ornata är en tvåvingeart som först beskrevs av Engel 1932.  Apolysis ornata ingår i släktet Apolysis och familjen svävflugor. Inga underarter finns listade i Catalogue of Life.